# Nicolas Buendia
Nicolas Buendia (* 12. März 1879 in Malolos, Bulacan; † nach 1949) war ein philippinischer Politiker, der unter anderem mehrere Jahre Abgeordneter und Senator war.

## Leben
Buendia besuchte zunächst die vom späteren Innenminister, Gouverneur von Bulacan sowie Senator Teodoro Sandiko gegründete Grammar School in Malolos und absolvierte danach ein Studium am Colegio de San Juan de Letran sowie am Liceo de Manila, das er mit einem Bachelor of Arts abschloss. Während der Philippinischen Revolution gegen Spanien zwischen 1896 und 1898 diente er in der Revolutionsarmee und wurde zuletzt zum Oberleutnant befördert.
Nachdem die Philippinen nach dem Spanisch-Amerikanischen Krieg 1898 zu einer US-amerikanischen Überseebesitzung wurden, war Buendia nacheinander Gemeindesekretär, Mitglied des Gemeinderates sowie zuletzt Gemeindepräsident und damit Bürgermeister von Malolos. Als Anhänger von Gregorio Aglipay gehörte er 1902 zu den Mitgründern der Unabhängigen Philippinischen Kirche. Während seiner kommunalen Tätigkeit in Malolos absolvierte er ein Studium der Rechtswissenschaften und erhielt 1910 seine Zulassung als Rechtsanwalt bei der philippinischen Anwaltskammer (Philippine Bar).
1916 wurde Buendia als Nachfolger von Trinidad Icasiano zum Gouverneur von Bulacan gewählt und bekleidete diese Funktion bis zu seiner Ablösung durch Jun B. Carlos 1919. Im Anschluss nahm er seine anwaltliche Tätigkeit auf.
Nach Inkrafttreten des Philippine Independence Act wurde Buendia 1934 zum Delegierten des Verfassunggebenden Versammlung (Constitutional Convention) gewählt und vertrat dort den Wahlbezirk Bulacan I. Im November 1935 wurde er im Wahlkreis Bulacan I zum Mitglied des Commonwealth-Kongress (Pambansang Asamblea ng Pilipinas) gewählt und gehörte diesem bis November 1941 an.
1941 wurde Buendia als Kandidat der Nationalist Party erstmals zum Mitglied des Senats gewählt und gehörte diesem bis 1949 an.